# Lista zborurilor spațiale cu echipaj uman 1981-1990
Vezi și Lista zborurilor spațiale cu echipaj uman.
Aceasta este o listă detaliată a zborurilor spațiale cu echipaj uman din 1981 până în 1990.
- Roșu indică accidente mortale.
- Galben indică zboruri suborbitale.

| Continuă de la Lista zborurilor spațiale cu echipaj uman 1971-1980                                                                         |                                        |                                        |                                        |                                        | |
| Echipaj | Lansare                                | Program                                | Program                                | Aterizare                              | Sumar misiune |
| Lansări 1981 |                                        |                                        |                                        |                                        | |
| Vladimir V. Kovalenok Viktor P. Savinykh                                                                                                   | 13 martie 1981 Soyuz T-4               | Salyut 6                               | Salyut 6                               | 26 mai 1981 Soyuz T-4                  | |
| Valdimir A. Dzanibekov Jügderdemidiin Gürragchaa                                                                                           | 22 martie 1981 Soyuz 39                | Salyut 6                               | Salyut 6                               | 29 martie 1981 Soyuz 39                | Primul mongol în spațiu (Gürragchaa) |
| John W. Young Robert L. Crippen | 12 aprilie 1981 STS-1, Columbia        | 12 aprilie 1981 STS-1, Columbia        | 14 aprilie 1981 STS-1, Columbia        | 14 aprilie 1981 STS-1, Columbia        | Primul zbor al navetei spațiale; testarea sistemelor |
| Leonid I. Popov Dumitru Prunariu | 14 mai 1981 Soyuz 40                   | Salyut 6                               | Salyut 6                               | 22 mai 1981 Soyuz 40                   | Primul român în spațiu (Prunariu). Observații asupra câmpului magnetic. Ultimul zbor al capsulei Soyuz. |
| Joseph H. Engle Richard H. Truly | 12 noiembrie 1981 STS-2, Columbia      | 12 noiembrie 1981 STS-2, Columbia      | 14 noiembrie 1981 STS-2, Columbia      | 14 noiembrie 1981 STS-2, Columbia      | Prima reutilizare a unui vehicul spațial cu echipaj uman. Teste ale sistemelor, observații științifice ale Pământului. |
| Lansări 1982 |                                        |                                        |                                        |                                        | |
| Jack R. Lousma C. Gordon Fullerton | 22 martie 1982 STS-3, Columbia         | 22 martie 1982 STS-3, Columbia         | 30 martie 1982 STS-3, Columbia         | 30 martie 1982 STS-3, Columbia         | Testarea în continuare a sistemelor navetei. Diverse experimente științifice și observații științifice asupra Pământului. |
| Anatoli Brergovoy Valentine V. Lebedev | 12 May 1982 Soyuz T-5                  | Salyut 7                               | Salyut 7                               | 10 decembrie 1982 Soyuz T-7            | Prima misiune către stația Salyut 7. Punerea pe orbită a unui satelit de radiocomunicații. |
| Vladmiri A. Dzanibekov Alexander S. Ivanchenkov Jean-Loup Chrétien                                                                         | 24 iunie 1982 Soyuz T-6                | Salyut 7                               | Salyut 7                               | 2 iulie 1982 Soyuz T-6                 | Primul francez în spațiu (Chrétien) |
| Thomas K. Mattingly Henry W. Hartsfield, Jr.                                                                                               | 27 iunie 1982 STS-4, Columbia          | 27 iunie 1982 STS-4, Columbia          | 4 iulie 1982 STS-4, Columbia           | 4 iulie 1982 STS-4, Columbia           | Ultima misiune de testare. Diverse experimente științifice, sarcină orbitală secretă a Forțelor Aeriene americane. |
| Leonid I. Popov Alexander A. Serebov Svetlana Y. Savitskaya                                                                                | 19 august 1982 Soyuz T-7               | Salyut 7                               | Salyut 7                               | 27 august 1982 Soyuz T-5               | A doua femeie în spațiu (Savitskaia). |
| Vance D. Brand Robert F. Overmyer Joseph P. Allen William B. Lenoir                                                                        | 11 noiembrie 1982 STS-5, Columbia      | 11 noiembrie 1982 STS-5, Columbia      | 16 noiembrie 1982 STS-5, Columbia      | 16 noiembrie 1982 STS-5, Columbia      | Lansarea sateliților comerciali de radiocomunicații ANIK C-3 și SBS-C. Activitate extravehiculară EVA anulată din cauza funcționării defectuoase a costumului spațial.                                                                                 |
| Lansări 1983 |                                        |                                        |                                        |                                        | |
| Paul J. Weitz Karol J. Bobko Donald H. Peterson F. Story Musgrave                                                                          | 4 aprilie 1983 STS-6, Challenger       | 4 aprilie 1983 STS-6, Challenger       | 9 aprilie 1983 STS-6, Challenger       | 9 aprilie 1983 STS-6, Challenger       | Prima activitate extravehiculară EVA într-o misiune a navetei spațiale (Peterson and Musgrave). Punerea pe orbită a primului satelit de urmărire și de retransmitere date Tracking and Data Relay Satellite (TDRS-1). Diverse experimente științifice. |
| Vladimir G. Titov Gennadi M. Strekalov Alexander A. Serebrov                                                                               | 20 aprilie 1983 Soyuz T-8              | 20 aprilie 1983 Soyuz T-8              | 22 aprilie 1983 Soyuz T-8              | 22 aprilie 1983 Soyuz T-8              | Cuplare eșuată cu Salyut 7. |
| Robert L. Crippen Frederick H. Hauck John M. Fabian Sally K. Ride Norman E. Thagard                                                        | 18 iunie 1983 STS-7, Challenger        | 18 iunie 1983 STS-7, Challenger        | 24 iunie 1983 STS-7, Challenger        | 24 iunie 1983 STS-7, Challenger        | Punerea pe orbită a doi sateliți de telecomunicații. Prima americană în spațiu (Ride). Investigații asupra modificărilor de comportament ale unei colonii de furnici în imponderabilitate; diverse experimente microgravifice.                         |
| Vladimir A. Lyakhov Alexander P. Alexandrov                                                                                                | 26 iunie 1983 Soyuz T-9                | Salyut 7                               | Salyut 7                               | 23 noiembrie 1983 Soyuz T-9            | |
| Richard H. Truly Daniel C. Brandenstein Dale A. Gardner Guion Bluford William E. Thornton                                                  | 30 august 1983 STS-8, Challenger       | 30 august 1983 STS-8, Challenger       | 5 septembrie 1983 STS-8, Challenger    | 5 septembrie 1983 STS-8, Challenger    | Primul afro-american în spațiu (Bluford). Prima lansare și aterizare nocturnă a navetei spațiale. Punerea pe orbită a satelitului indian INSAT-1B. Observații asupra comportamentului șobolanilor în spațiu.                                           |
| Vladimir Titov Gennady Strekalov | 26 septembrie 1983 Soyuz T-10-1        | 26 septembrie 1983 Soyuz T-10-1        | 26 septembrie 1983 Soyuz T-10-1        | 26 septembrie 1983 Soyuz T-10-1        | Lansare eșuată din cauza unui incendiu; echipajul s-a ejectat cu succes. |
| John W. Young Brewster H. Shaw Owen K. Garriott Robert A. Parker Byron K. Lichtenberg Ulf Merbold                                          | 28 noiembrie 1983 STS-9, Columbia      | 28 noiembrie 1983 STS-9, Columbia      | 8 decembrie 1983 STS-9, Columbia       | 8 decembrie 1983 STS-9, Columbia       | Prima misiune a laboratorului orbital Spacelab. Primul astronaut ESA și primul astronaut străin într-o misiune americană (Merbold). |
| Lansări 1984 |                                        |                                        |                                        |                                        | |
| Vance D. Brand Robert L. Gibson Bruce McCandless II Ronald E. McNair Robert L. Stewart                                                     | 3 februarie 1984 STS-41-B, Challenger  | 3 februarie 1984 STS-41-B, Challenger  | 11 februarie 1984 STS-41-B, Challenger | 11 februarie 1984 STS-41-B, Challenger | Prima activitate extravehiculară liberă (fără cablu atașat la navă) (McCandless and Stewart). Lansarea sateliților WESTAR-VI și PALAPA-B2, care însă nu au ajuns pe orbitele corecte.                                                                  |
| Leonid D. Kizim Vladimir Solovyov Oleg Y. Atkov                                                                                            | 4 februarie 1984 Soyuz T-10            | Salyut 7                               | Salyut 7                               | 2 octombrie 1984 Soyuz T-11            | |
| Yuri V. Malyshev Gennadi M. Strekalov Rakesh Sharma                                                                                        | 3 aprilie []1984]] Soyuz T-11          | Salyut 7                               | Salyut 7                               | 11 aprilie 1984 Soyuz T-10             | Primul indian în spațiu (Sharma). Program de observații ale Pământului; experimente biologice și de prelucrarea materialelor. |
| Robert L. Crippen Francis R. "Dick" Scobee George D. Nelson James D. A. van Hoften Terry J. Hart                                           | 6 aprilie 1984 STS-41-C, Challenger    | 6 aprilie 1984 STS-41-C, Challenger    | 13 aprilie 1984 STS-41-C, Challenger   | 13 aprilie 1984 STS-41-C, Challenger   | LDEF pus pe orbită în vederea recuperării ulterioare. Capturarea, reparația și repunerea pe orbită a satelitului Solar Maximum Mission defectuos. |
| Vladimir A. Dzanibekov Igor P. Volk Svetlana Y. Savitskaya                                                                                 | 17 iulie 1984 Soyuz T-12               | Salyut 7                               | Salyut 7                               | 29 iulie 1984 Soyuz T-12               | Prima activitate extravehiculară a unei femei (Savitskaya). |
| Henry W. Hartsfield Michael L. Coats Judith A. Resnik Steven A. Hawley Richard M. Mullane Charles D. Walker                                | 30 august 1984 STS-41-D, Discovery     | 30 august 1984 STS-41-D, Discovery     | 5 septembrie 1984 STS-41-D, Discovery  | 5 septembrie 1984 STS-41-D, Discovery  | Testarea unui panou solar experimental; punerea pe orbită a trei sateliți. |
| Robert L. Crippen Jon A. McBride Kathryn D. Sullivan Sally K. Ride David C. Leestma Marc Garneau Paul D. Scully-Power                      | 5 octombrie 1984 STS-41-G, Challenger  | 5 octombrie 1984 STS-41-G, Challenger  | 13 octombrie 1984 STS-41-G, Challenger | 13 octombrie 1984 STS-41-G, Challenger | Punerea pe orbită a satelitului ERBS. Imagini preluate prin radar. Prima activitate extravehiculară EVA a unei femei americane (Sullivan). Primul canadian în spațiu (Garneau). Primul zbor care a inclus două femei.                                  |
| Frederick H. Hauck David Walker Anna Fisher Dale A. Gardner Joseph P. Allen                                                                | 8 noiembrie 1984 STS-51-A, Discovery   | 8 noiembrie 1984 STS-51-A, Discovery   | 16 noiembrie 1984 STS-51-A, Discovery  | 16 noiembrie 1984 STS-51-A, Discovery  | Punerea pe orbită a doi sateliți de comunicații; aducerea pe Pământ a doi sateliți defecți. |
| Lansări 1985 |                                        |                                        |                                        |                                        | |
| Thomas K. Mattingly II Loren J. Shriver Ellison S. Onizuka James F. Buchli Gary E. Payton                                                  | 24 ianuarie 1985 STS-51-C, Discovery   | 24 ianuarie 1985 STS-51-C, Discovery   | 27 ianuarie 1985 STS-51-C, Discovery   | 27 ianuarie 1985 STS-51-C, Discovery   | Prima misiune pentru Departamentul Apărării Statelor Unite. Sarcină utilă secretă, posibil satelit de spionaj. |
| Karol J. Bobko Donald E. Williams M. Rhea Seddon Jeffrey A. Hoffman S. David Griggs Charles D. Walker E. Jake Garn                         | 12 aprilie 1985 STS-51-D, Discovery    | 12 aprilie 1985 STS-51-D, Discovery    | 19 aprilie 1985 STS-51-D, Discovery    | 19 aprilie 1985 STS-51-D, Discovery    | Punerea pe orbită a unui satelit de comunicații. Diverse experimente științifice. Primul senator în spațiu (Garn). |
| Robert F. Overmyer Frederick D. Gregory Don L. Lind Norman E. Thagard William E. Thornton Lodewijk van den Berg Taylor G. Wang             | 29 aprilie 1985 STS-51-B, Challenger   | 29 aprilie 1985 STS-51-B, Challenger   | 6 mai 1985 STS-51-B, Challenger        | 6 mai 1985 STS-51-B, Challenger        | A doua misiune Spacelab; experimente microgravifice. Observarea comportamentului maimuțelor și rozătoarelor în spațiu. |
| Vladimir A. Dzanibekov | 5 iunie 1985 Soyuz T-13                | Salyut 7                               | Salyut 7                               | 26 Septembrie 1985 Soyuz T-13          | Reparații la stația spațială Salyut 7. |
| Viktor P. Savinykh | 5 iunie 1985 Soyuz T-13                | Salyut 7                               | Salyut 7                               | 21 noiembrie 1985 Soyuz T-14           | Reparații la stația spațială Salyut 7. |
| Daniel C. Brandenstein John O. Creighton Shannon W. Lucid Steven R. Nagel John M. Fabian Patrick Baudry Sultan Salman Al Saud              | 17 iunie 1985 STS-51-G, Discovery      | 17 iunie 1985 STS-51-G, Discovery      | 24 iunie 1985 STS-51-G, Discovery      | 24 iunie 1985 STS-51-G, Discovery      | Punerea pe orbită a trei sateliți de telecomunicații. Diverse experimente științifice. Primul saudit și primul arab în spațiu (Al-Saud). |
| Gordon Fullerton Roy D. Bridges F. Story Musgrave Anthony W. England Karl G. Henize Loren W. Acton John-David F. Bartoe                    | 29 iulie 1985 STS-51-F, Challenger     | 29 iulie 1985 STS-51-F, Challenger     | 6 august 1985 STS-51-F, Challenger     | 6 august 1985 STS-51-F, Challenger     | Misiunea Spacelab-2; diverse experimente științifice. Punerea pe orbită a trei sateliți de comunicații. |
| Joseph H. Engle Richard O. Covey James D. A. van Hoften John Michael Lounge William F. Fisher                                              | 27 august 1985 STS-51-I, Discovery     | 27 august 1985 STS-51-I, Discovery     | 3 septembrie 1985 STS-51-I, Discovery  | 3 septembrie 1985 STS-51-I, Discovery  | Punerea pe orbită a trei sateliți de comunicație. Capturarea, reparația și repunerea pe orbită a satelitului LEASAT-3. |
| Vladimir Vasyutin Alexander Volkov | 17 septembrie 1985 Soyuz T-14          | Salyut 7                               | Salyut 7                               | 21 noiembrie 1985 Soyuz T-14           | |
| Georgi M. Grechko | 17 septembrie 1985 Soyuz T-14          | Salyut 7                               | Salyut 7                               | 26 septembrie 1985 Soyuz T-13          | |
| Karol J. Bobko Ronald J. Grabe David C. Hilmers Robert L. Stewart William A. Pailes                                                        | 3 octombrie 1985 STS-51-J, Atlantis    | 3 octombrie 1985 STS-51-J, Atlantis    | 7 octombrie 1985 STS-51-J, Atlantis    | 7 octombrie 1985 STS-51-J, Atlantis    | A doua misiune dedicată Departamentului Apărării al Statelor Unite. Încărcătură secretă, se crede că ar fi fost vorba despre doi sateliți de comunicație.                                                                                              |
| Henry W. Hartsfield, Jr. Steven R. Nagel James F. Buchli Guion Bluford Bonnie J. Dunbar Reinhard Furrer Ernst Messerschmid Wubbo J. Ockels | 30 octombrie 1985 STS-61-A, Challenger | 30 octombrie 1985 STS-61-A, Challenger | 6 noiembrie 1985 STS-61-A, Challenger  | 6 noiembrie 1985 STS-61-A, Challenger  | Misiune Spacelab sponsorizată de Germania; experimente microgravifice. Primul olandez în spațiu (Ockels). |
| Brewster H. Shaw, Jr. Bryan D. O'Connor Mary L. Cleave Sherwood C. Spring Jerry L. Ross Rodolfo Neri Vela Charles D. Walker                | 26 noiembrie 1985 STS-61-B, Atlantis   | 26 noiembrie 1985 STS-61-B, Atlantis   | 3 decembrie 1985 STS-61-B, Atlantis    | 3 decembrie 1985 STS-61-B, Atlantis    | Punerea pe orbită a trei sateliți de comunicație. Demonstrarea unor tehnici orbitale de construcție. Primul mexican în spațiu (Neri). |
| Lansări 1986 |                                        |                                        |                                        |                                        | |
| Robert L. Gibson Charles F. Bolden Franklin R. Chang-Diaz Steven A. Hawley George D. Nelson Robert J. Cenker Bill Nelson                   | 12 ianuarie 1986 STS-61-C, Columbia    | 12 ianuarie 1986 STS-61-C, Columbia    | 18 ianuarie 1986 STS-61-C, Columbia    | 18 ianuarie 1986 STS-61-C, Columbia    | Punerea pe orbită a unui satelit de comunicații. Diverse experimente științifice. |
| Francis R. "Dick" Scobee Michael J. Smith Judith A. Resnik Ellison S. Onizuka Ronald E. McNair Gregory B. Jarvis Christa McAuliffe         | 28 ianuarie 1986 STS-51-L, Challenger  | 28 ianuarie 1986 STS-51-L, Challenger  | 28 ianuarie 1986 STS-51-L, Challenger  | 28 ianuarie 1986 STS-51-L, Challenger  | S-a dezintegrat la 73 secunde de la lansare, cu pierderea întregului echipaj. |
| Leonid D. Kizim Vladimir Solovyov | 13 martie 1986 Soyuz T-15              | Mir, Salyut 7                          | Mir, Salyut 7                          | 16 iulie 1986 Soyuz T-15               | Prima expediție către stația spațială Mir. |
| Lansări 1987 |                                        |                                        |                                        |                                        | |
| Alexander Laveykin | 7 februarie 1987 Soyuz TM-2            | Mir                                    | Mir                                    | 30 iulie 1987 Soyuz TM-2               | Schimbarea echipajului și lucrări de întreținere. |
| Yuri V. Romanenko | 7 februarie 1987 Soyuz TM-2            | Mir                                    | Mir                                    | 29 decembrie 1987 Soyuz TM-3           | Schimbarea echipajului și lucrări de întreținere. |
| Alexander Viktorenko Mohammed Faris | 22 iulie 1987 Soyuz TM-3               | Mir                                    | Mir                                    | 30 iulie 1987 Soyuz TM-2               | Schimbarea echipajului. Primul sirian în spațiu (Faris). |
| Alexander P. Alexandrov | 22 iulie 1987 Soyuz TM-3               | Mir                                    | Mir                                    | 29 decembrie 1987 Soyuz TM-3           | Schimbarea echipajului. Primul sirian în spațiu (Faris). |
| Anatoli Levchenko | 21 decembrie 1987 Soyuz TM-4           | Mir                                    | Mir                                    | 29 decembrie 1987 Soyuz TM-3           | Schimbarea echipajului. Experimente biologice și observații astronomice. |
| Vladimir G. Titov Musa Manarov | 21 decembrie 1987 Soyuz TM-4           | Mir                                    | Mir                                    | 21 decembrie 1988 Soyuz TM-6           | Schimbarea echipajului. Experimente biologice și observații astronomice. |
| Lansări 1988 |                                        |                                        |                                        |                                        | |
| Anatoly Solovyev Victor Savinykh Alexander Alexandrov                                                                                      | 7 iunie 1988 Soyuz TM-5                | Mir                                    | Mir                                    | 17 iunie 1988 Soyuz TM-4               | |
| Vladimir A. Lyakhov Abdul Ahad Mohmand | 31 august 1988 Soyuz TM-6              | Mir                                    | Mir                                    | 7 septembrie 1988 Soyuz TM-5           | Schimbarea echipajului. Primul afgan în spațiu (Mohmand). |
| Valeri Polyokov | 31 august 1988 Soyuz TM-6              | Mir                                    | Mir                                    | 27 aprilie 1989 Soyuz TM-7             | Schimbarea echipajului. Primul afgan în spațiu (Mohmand). |
| Frederick H. Hauck Richard O. Covey John M. Lounge George D. Nelson David C. Hilmers                                                       | 28 septembrie 1988 STS-26, Discovery   | 28 septembrie 1988 STS-26, Discovery   | 3 octombrie 1988 STS-26, Discovery     | 3 octombrie 1988 STS-26, Discovery     | Primul zbor de revenire în spațiu de după dezastrul Challenger. Punerea pe orbită a unui satelit TDRS-3. |
| Alexander Volkov Sergei Krikalev | 27 noiembrie 1988 Soyuz TM-7           | Mir                                    | Mir                                    | 27 aprilie 1989 Soyuz TM-7             | Schimbarea echipajului. Experimente tehnologice. Prima activitate extravehiculară a unui european (Chrétien). |
| Jean-Loup Chrétien | 27 noiembrie 1988 Soyuz TM-7           | Mir                                    | Mir                                    | 21 decembrie 1988 Soyuz TM-6           | Schimbarea echipajului. Experimente tehnologice. Prima activitate extravehiculară a unui european (Chrétien). |
| Robert L. Gibson Guy S. Gardner Richard M. Mullane Jerry L. Ross William M. Shepherd                                                       | 2 decembrie 1988 STS-27, Atlantis      | 2 decembrie 1988 STS-27, Atlantis      | 6 decembrie 1988 STS-27, Atlantis      | 6 decembrie 1988 STS-27, Atlantis      | Misiune a Departamentului Apărării al Statelor Unite. Încărcătură secretă, se bănuiește că a fost vorba despre un satelit de spionaj cu radar, Lacrosse 1.                                                                                             |
| Lansări 1989 |                                        |                                        |                                        |                                        | |
| Michael L. Coats John E. Blaha James P. Bagian James F. Buchli Robert C. Springer                                                          | 13 martie 1989 STS-29, Discovery       | 13 martie 1989 STS-29, Discovery       | 18 martie 1989 STS-29, Discovery       | 18 martie 1989 STS-29, Discovery       | Punerea pe orbită a satelitului TDRS-4. Diverse experimente științifice. |
| David M. Walker Ronald J. Grabe Norman E. Thagard Mary L. Cleave Mark C. Lee                                                               | 4 mai 1989 STS-30, Atlantis            | 4 mai 1989 STS-30, Atlantis            | 8 mai 1989 STS-30, Atlantis            | 8 mai 1989 STS-30, Atlantis            | Lansarea sondei Magellan probe. |
| Brewster H. Shaw, Jr. Richard N. Richards James C. Adamson David C. Leestma Mark N. Brown                                                  | 8 august 1989 STS-28, Columbia         | 8 august 1989 STS-28, Columbia         | 13 august 1989 STS-28, Columbia        | 13 august 1989 STS-28, Columbia        | Misiune dedicată Departamentului Apărării al Statelor Unite. Încărcătură secretă, se crede că au fost sateliți militari de comunicație și spionaj. |
| Alexander Viktorenko Alexander A. Serebrov                                                                                                 | 5 septembrie 1989 Soyuz TM-8           | Mir                                    | Mir                                    | 19 februarie 1990 Soyuz TM-8           | Instalare de echipamente pe stația Mir. |
| Donald E. Williams Michael J. McCulley Franklin R. Chang-Diaz Shannon W. Lucid Ellen S. Baker                                              | 18 octombrie 1989 STS-34, Atlantis     | 18 octombrie 1989 STS-34, Atlantis     | 23 octombrie 1989 STS-34, Atlantis     | 23 octombrie 1989 STS-34, Atlantis     | Lansarea sondei Galileo probe. |
| Frederick D. Gregory John E. Blaha F. Story Musgrave Sonny Carter Kathryn C. Thornton                                                      | 22 noiembrie 1989 STS-33, Discovery    | 22 noiembrie 1989 STS-33, Discovery    | 27 noiembrie 1989 STS-33, Discovery    | 27 noiembrie 1989 STS-33, Discovery    | Misiune dedicată Departamentului Apărării al Statelor Unite. Încărcătură secretă, se crede că a fost vorba despre un satelit de spionaj. Primul comandant afro-american al navetei spațiale.                                                           |
| Lansări 1990 |                                        |                                        |                                        |                                        | |
| Continuă cu Lista zborurilor spațiale cu echipaj uman 1991-2000                                                                            |                                        |                                        |                                        |                                        | |